# Weka
Weka是由新西兰怀卡托大学用Java开发的資料探勘常用软件，Weka是怀卡托智慧分析系统的缩写。Weka限制在GNU通用官方证书的条件下发佈，它几乎可以运行在所有操作系统平台上，包括Linux、Windows、OS X等。